# 国家地理儿童频道 (拉丁美洲)
国家地理儿童频道（英語：Nat Geo Kids）是一个以儿童为受众的拉美付费电视频道，由迪士尼电视网和国家地理合伙运营（华特迪士尼公司和国家地理学会合资）。 
1996年4月8日该频道前身“Utilísima Satelital”开播，2013年11月4日更名MundoFox ； 原在此频道播出的大多数节目改在FOX Life拉美版播出。 2017年7月1日更名为国家地理儿童频道 。 2017年10月4日开播巴西版。